# Atacul armat din El Paso (2019)
Pe 3 august 2019, un tânăr a deschis focul în interiorul unui magazin Walmart în El Paso, Texas, Statele Unite, atac în urma căruia 22 de persoane și-au pierdut viața, iar alte 24 au fost rănite. Biroul Federal de Investigații a cercetat cazul ca act de terorism domestic și posibilă infracțiune motivată de ură. Este considerat cel mai letal atac împotriva comunității latinoamericană din istoria modernă a Americii.
Patrick Crusius, un tânăr de 21 de ani din Allen, Texas, a fost arestat la scurt timp după atac și acuzat de crimă⁠(d). Poliția consideră că un manifest⁠(d) cu idei asociate naționalismului alb și grupurilor antiimigrație - postat pe 8chan⁠(d) înainte de atac - a fost redactat de Crusius. Manifestul menționează atacurile de la Christchurch și convingerea supremațistă a marii înlocuiri drept inspirație pentru atac.

## Evenimentul
Atacul a avut loc într-un Walmart din apropierea mallului Cielo Vista, în partea de est a El Paso. Crusius a intrat în magazin cu o pușcă de asalt WASR-10, versiuna semiautomată⁠(d) a AK-47, și a început să tragă în jurul 10:40. Mangerul magazinului l-a observat pe atacator împușcând oameni în parcare înainte să intre în Walmart. Acesta a declarat „Code Brown”, fapt care își anunța angajații că există un atac armat în desfășurare, și a început cu ajutorul acestora să evacueze sau să ascundă clienții. Majoritatea au fugit în alte magazine din interiorul mallului, unde s-au ascuns sub mese sau în containerele de transport din spatele clădirii.
Primii respondenți⁠(d) au ajuns la fața locului în 6 minute de la apelul la 911. Departamentul de Poliție din El Paso, Divizia de Rangeri Texas⁠(d) și paramedicii au ajuns la fața locului alături de FBI. După atac, suspectul, Patrick Wood Crusius, a condus până la intersecția dintre Sunmount și Viscount unde s-a legitimat și s-a predat rangerilor texani și unui ofițer de poliție.

## Victimele
Atacul armat a fost descris drept cel mai letal atac asupra comunității latinoamericane⁠(d) din istoria recentă a Statelor Unite. Acesta s-a soldat cu 22 de morți și 24 de răniți. O victimă a murit la o zi după eveniment, iar o altă victimă două zile mai târziu. Printre morți se aflau și 13 americani, opt mexicani și un german. Numele, vârstele și cetățenia celor 22 de persoane care și-au pierdut viața au fost publicate de către Departamentul de Poliție din El Paso pe 5 august. 17 aveau vârsta de 56 de ani sau peste, doi erau peste 40 de ani, doi peste 20 și unul avea 15 ani.
13 victime au fost transportate la Spitalul Universitar din El Paso și alte 11 victime la Centrul Medical Del Sol. Doi copii - în vârstă de 2, respectiv 9 ani - au fost transferați la Spitalul de Pediatrie El Paso după ce au fost stabilizați. Pacienții Centrului Medical Del Sol aveau între 35 și 82 de ani.

## Suspectul
Patrick Wood Crusius (n. 27 iulie 1998) a fost arestat la scurt timp după atacul armat și acuzat de crimă. Un tânăr alb în vârstă de 21 de ani care locuia în Allen, Texas, în metropola Dallas-Fort Worth, la aproximativ 1.050km de El Paso. A absolvit în 2017 Liceul Plano⁠(d) și a frecventat cursurile Colegiului Collin⁠(d) din 2017 până în vara anului 2019. Poliția a declarat că Crusius a cumpărat legal arma utilizată, însă nu au dezvăluit detalii despre achiziționare. În timpul primei interogații, acesta le-a spus detectivilor că își dorea să ucidă mexicani.

### Manifestul
Șeful poliției din El Paso, Greg Allen, a declarat că sunt „cu siguranță convinși” că un manifest intitulat The Inconvenient Truth a fost publicat de suspet pe un site-ul 8chan la scurt timp înainte de atac. Arma utilizată în atac și numele suspectului sunt menționate în acesta. Moderatorii site-ului au șters postarea originală, însă copii ale manifestului încă sunt distribuite de utilizatori. Mai mult, autorul menționa că atacul de la Christchurch din același an - în care și-au pierdut viața 51 de persoane - l-a inspirat și considera demne faptele lui Brenton Tarrant. Manifestul ridica și alte probleme precum degradarea mediului, „înlocuirea culturală și etnică” și o „invazie hispanică”.
Manifestul promovează teoria conspirativă a extremei drepte intitulată Marea înlocuire, atribuită scriitorului francez Renaud Camus. În timp ce lucrarea în cauză îi descrie pe imigranții în aceiași termeni pe care îi utilizează și președintele Donald Trump, se precizează privitor la convingerile autorului că precedă președinția acestuia și nu ar trebui să fie învinovățit pentru atac. Conform New York Times, „convingerile rasiale extremiste” ale autorului ar putea fi încadra atacul la infracțiune motivată de ură sau terorism domestic.
Manifestul mai menționează că Partidul Democrat va conduce curând Statele Unite parțial din cauza populației hispanoamericane aflate în creștere, o idee specifică talk show-urilor de dreapta. Critica atât față de democrați, cât și de republicani pe motiv că permit corporațiilor să „importe muncitori străini”, autorul descrie atacul armat drept un „îndemn” prin care comunității hispanoamericane i se cere să părăsească țara. Astfel, votanții⁠(d) hispanoamericani nu vor mai reprezenta o amenințare. Deși se concentrează în principiu asupra problemelor etnice și rasiale, documentul discută și despre efectele automatizării asupra pieței forței de muncă și învinovățește corporațiile pentru exploatarea fără limită a resurselor naturale.